# George Kennedy

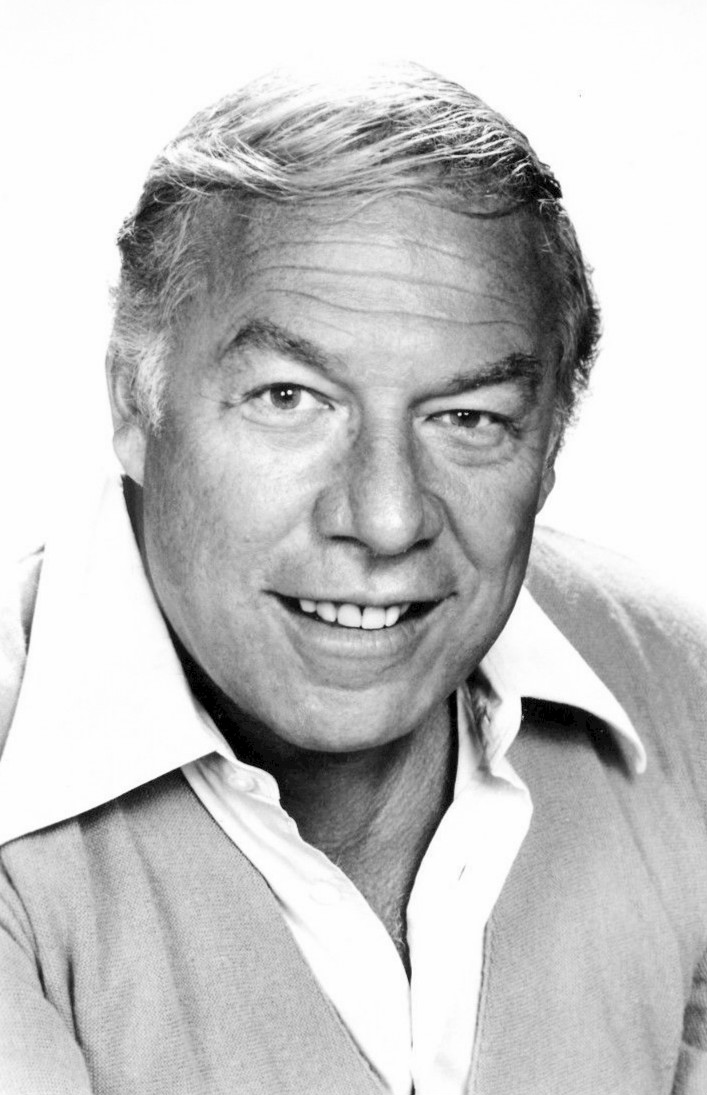
George Kennedy (1975)

George Harris Kennedy, Jr. (* 18. Februar 1925 in New York City, New York; † 28. Februar 2016 in Boise, Idaho) war ein US-amerikanischer Schauspieler. Kennedy spielte mehr als 200 Rollen in Spielfilmen und Fernsehserien. Für seine Darstellung des Häftlings Dragline im Gefängnisdrama Der Unbeugsame gewann er 1968 den Oscar als bester Nebendarsteller.

## Leben und Werk

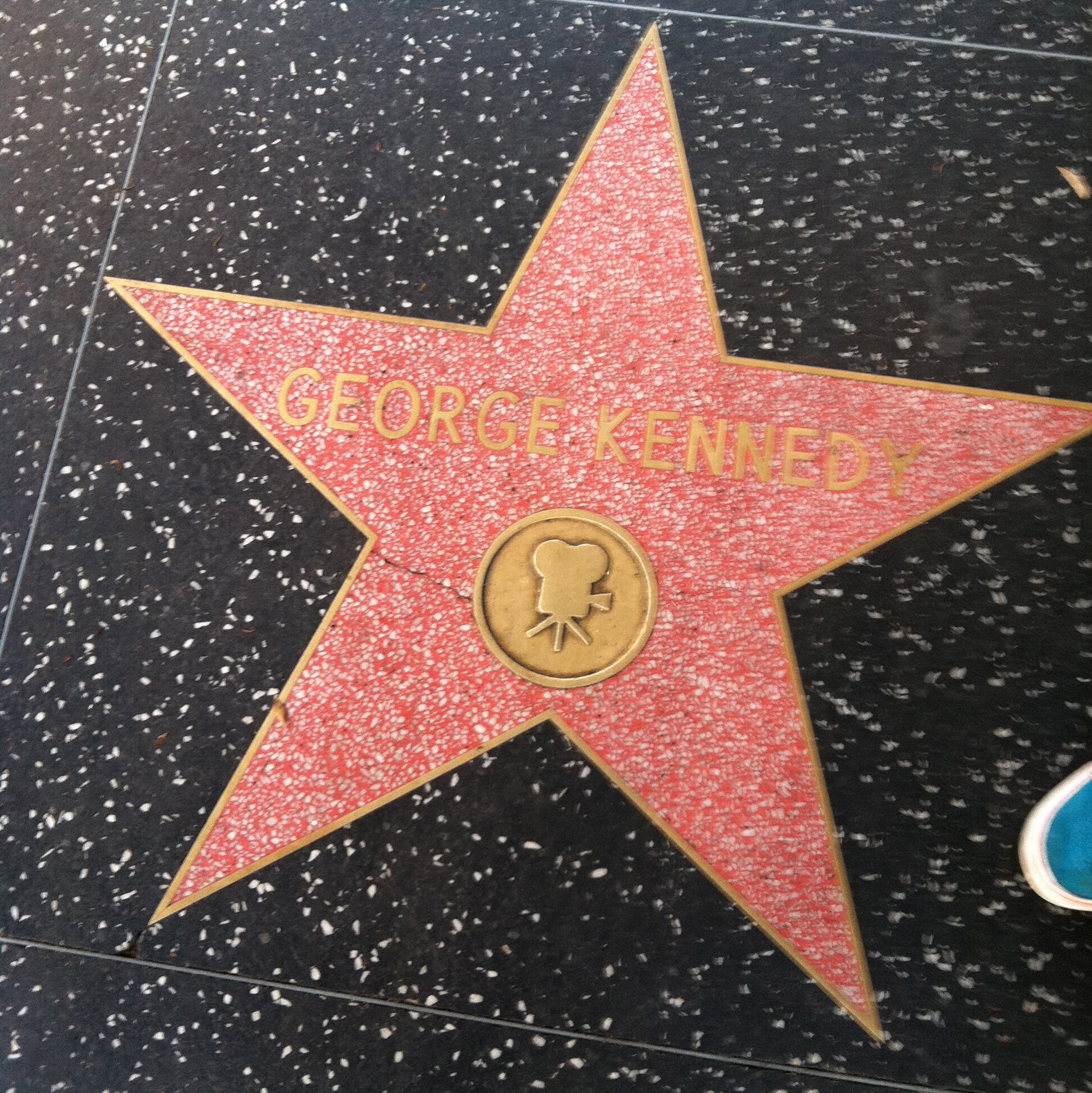
George Kennedys Stern auf dem Hollywood Walk of Fame

George Kennedy wurde in eine Schauspielfamilie hineingeboren und hatte sein Bühnendebüt mit zwei Jahren. Später ging er zum Radio. Während des Zweiten Weltkriegs setzte er seine Karriere als Radiomoderator fort und blieb 16 Jahre bei der United States Army. Ein Rückenleiden bewog ihn dazu, seinen Dienst zu quittieren, und er ging nach Hollywood.
Zuerst arbeitete Kennedy als Techniker bei Fernsehserien. Ab 1959 übernahm er kleinere Fernsehrollen, 1961 folgte sein Hollywooddebüt. Mit seiner kräftigen Figur, dem markanten Gesicht und einer Größe von 1,93 m war Kennedy eine unverwechselbare Erscheinung und wurde zum vielbeschäftigten Charakterdarsteller, der vor allem wichtigen Nebenrollen Profil gab. In den 1960er Jahren wurde Kennedy oft in Schurkenrollen eingesetzt und spielte beispielsweise den einarmigen Schläger Herman Scobie in dem komödiantischen Thriller Charade (1963), einen Killer in Die 27. Etage (1965) sowie den Häftling Dragline in Der Unbeugsame. Für letztere Rolle erhielt er den Oscar als bester Nebendarsteller und wurde außerdem für einen Golden Globe in der gleichen Kategorie nominiert. In seiner späteren Karriere spielte Kennedy seltener Schurkenrollen und verlegte sich eher auf Autoritätsfiguren.
Vor allem in den 1960er und 1970er Jahren war der Darsteller in zahlreichen Filmklassikern und Kinohits zu sehen, beispielsweise in Einsam sind die Tapferen (1962), Wiegenlied für eine Leiche (1964), Der Flug des Phoenix (1965), Das dreckige Dutzend (1967), Die Letzten beißen die Hunde (1974), Erdbeben (1974) oder Tod auf dem Nil (1978). Einen großen Erfolg verbuchte Kennedy auch mit seinen Auftritten in den vier Airport-Katastrophenfilmen Airport, Giganten am Himmel, Verschollen im Bermuda-Dreieck und Airport ’80 – Die Concorde zwischen 1970 und 1979, in denen er jeweils die Rolle des Flugzeugspezialisten Joe Patroni verkörperte. Hinzu kommen zahlreiche Fernsehauftritte in verschiedenen Serien. Von 1988 bis 1991 spielte er in der Fernsehserie Dallas den Carter McKay, den größten Rivalen der Familie Ewing.
Ab den 1980er Jahren war er fast nur noch in Filmen der B- oder C-Kategorie zu sehen, die teils gar nicht im Kino liefen. Zwischen 1988 und 1994 stellte er wiederum in der erfolgreichen Die-nackte-Kanone-Trilogie an der Seite von Leslie Nielsen die Figur des Polizeiinspektors Captain Ed Hocken dar, mit dem sein Image als „harter Mann“ persifliert wurde. 2005 spielte er unter der Regie von Wim Wenders die Rolle des Regisseurs in Don’t Come Knocking. Kennedy war bis 2014 als Schauspieler aktiv und übernahm mit knapp 90 Jahren eine Rolle in dem Film The Gambler. George Kennedy, der an Herzproblemen litt, starb zehn Tage nach seinem 91. Geburtstag.

## Auszeichnungen
- 1968: Oscar als bester Nebendarsteller für Der Unbeugsame

## Filmografie (Auswahl)
- 1956–1959: The Phil Silvers Show (Fernsehserie, 14 Folgen)
- 1960: Maverick (Fernsehserie, eine Folge)
- 1960: Peter Gunn (Fernsehserie, eine Folge)
- 1961: Tausend Meilen Staub (Rawhide) (Fernsehserie, eine Folge)
- 1961/1964: Bonanza (Fernsehserie, zwei Folgen)
- 1962: Einsam sind die Tapferen (Lonely Are the Brave)
- 1963: Der Mann vom Diners Club (The Man from the Diner’s Club)
- 1963: Charade
- 1964: Die Zwangsjacke (Strait-Jacket)
- 1964: Unternehmen Pferdeschwanz (McHale’s Navy)
- 1964: Wiegenlied für eine Leiche (Hush… Hush, Sweet Charlotte)
- 1965: Die 27. Etage (Mirage)
- 1965: Die vier Söhne der Katie Elder (The Sons of Katie Elder)
- 1965: Der Flug des Phoenix (The Flight of the Phoenix)
- 1965: Erster Sieg (In Harm’s Way)
- 1965: Der Mann vom großen Fluß (Shenandoah)
- 1967: Das Teufelsweib von Texas (The Ballad of Josie)
- 1967: Morgen ist ein neuer Tag (Hurry Sundown)
- 1967: Das dreckige Dutzend (The Dirty Dozen)
- 1967: Der Unbeugsame (Cool Hand Luke)
- 1968: Große Lüge Lylah Clare (The Legend of Lylah Clare)
- 1968: Bandolero (Bandolero!)
- 1968: Die Schurken von Bolivar (The Pink Jungle)
- 1968: Der Frauenmörder von Boston (The Boston Strangler)
- 1969: Die Rache der glorreichen Sieben (Guns of the Magnificent Seven)
- 1969: Gaily, Gaily
- 1969: Rache aus dem Knast (Zig Zag)
- 1969: Die Letzten vom Red River (The Good Guys and the Bad Guys)
- 1970: …tick… tick… tick… (… tick … tick … tick …)
- 1970: Airport
- 1970: Der „schärfste“ aller Banditen (Dirty Dingus Magee)
- 1971: Die Gnadenlosen (Fools’ Parade)
- 1973: Der verlorene Horizont (Lost Horizon)
- 1973: Geier kennen kein Erbarmen (Cahill U.S. Marshal)
- 1974: Die Letzten beißen die Hunde (Thunderbolt and Lightfoot)
- 1974: Giganten am Himmel (Airport 1975)
- 1974: Erdbeben (Earthquake)
- 1975: Im Auftrag des Drachen (The Eiger Sanction)
- 1975: Ein Mann rechnet ab (The ‘Human’ Factor)
- 1975–1976: Bumpers Revier (The Blue Knight, Fernsehserie, 25 Folgen)
- 1977: Verschollen im Bermuda-Dreieck (Airport ’77)
- 1977: Tod im Fahrstuhl (Ningen no shômei)
- 1978: Das Teufelscamp (Mean Dog Blues)
- 1978: Tod auf dem Nil (Death on the Nile)
- 1978: Sechs Männer aus Stahl (Steel)
- 1978: Verstecktes Ziel (Brass Target)
- 1979: Weißes Haus, Hintereingang (Backstairs at the White House, Fernsehserie, drei Folgen)
- 1979: Airport ’80 – Die Concorde (The Concorde … Airport ’79)
- 1979: Sechs Männer aus Stahl (Steel)
- 1980: Death Ship
- 1980: Overkill – Durch die Hölle zur Ewigkeit (Fukkatsu no hi)
- 1981: Der Zauberbogen (The Archer: Fugitive from the Empire)
- 1981: Blutige Dämmerung (Just Before Dawn)
- 1982: Wacko
- 1984: Die Entführung (A Rare Breed)
- 1984: Ekstase (Bolero)
- 1985: Die Hyänen (Savage Dawn), anderer Titel: Scraper
- 1986: Delta Force (The Delta Force)
- 1986: Tödliche Sucht (Rigged)
- 1987: Der beste Spieler weit und breit: Sein größter Sieg (Kenny Rogers as The Gambler, Part III: The Legend Continues)
- 1987: Dirty Money (Private Road: No Trespassing)
- 1987: Creepshow 2
- 1988: Maniac City (Death Street USA)
- 1988: Top Line – Das Geheimnis des Azteken-Berges (Top Line)
- 1988: Die nackte Kanone (The Naked Gun: From the Files of Police Squad!)
- 1988: Uninvited
- 1988: Demonwarp
- 1988–1991: Dallas (Fernsehserie, 68 Folgen)
- 1989: Good Night Hell (The Terror Within)
- 1989: Helden USA IV – Zurück im Libanon (Ministry of Vengeance)
- 1990: Brain Dead
- 1990: Blöd und blöder (Hired to Kill)
- 1991: Trabbi goes to Hollywood (Driving Me Crazy)
- 1991: Die nackte Kanone 2½ (The Naked Gun 2½: The Smell of Fear)
- 1992: Distant Justice – Das Recht des Stärkeren (Distant Justice)
- 1994: Die nackte Kanone 33⅓ (Naked Gun 33⅓: The Final Insult)
- 1996: Dallas – J.R. kehrt zurück (Dallas: J.R. Return)
- 1998: Dennis – Widerstand zwecklos (Dennis the Menace Strikes Again!)
- 1998: Small Soldiers
- 1998: Dallas – Kampf bis aufs Messer (Dallas: War of the Ewings)
- 2003–2010: Schatten der Leidenschaft (The Young and the Restless) (Fernsehserie, vier Folgen)
- 2003: Flight Girls (View from the Top)
- 2003: Monster unter uns (Monster Makers)
- 2005: Don’t Come Knocking
- 2007: Sands of Oblivion – Das verfluchte Grab (Sands of Oblivion) (Fernsehfilm)
- 2010: Six Days in Paradise
- 2011: Another Happy Day
- 2014: The Gambler